# Aethalops alecto
Aethalops alecto е вид бозайник от семейство Плодоядни прилепи (Pteropodidae).

## Разпространение
Видът е разпространен в Индонезия, Малайзия и Сингапур.